# Дола Бен-Єгуда Віттманн
Епітафія на могилі Доли та Макса Віттманнів є цитатою Еліезера Бен-Єгуди для газети «Га-Шахар» (івр. השחר, «Світанок»), 1879 рік
Дола Бен-Єгуда Віттманн (івр. דולה בן-יהודה; ім'я при народженні Девора; 12 липня 1902 — 18 листопада 2004) — одна із перших носіїв івриту періоду сучасності.

## Біографія
Девора (пізніше — Дола) народилася 12 липня 1902 року у сім'ї Хемди та Еліезера Бен-Єгуди. Вона та її брати й сестри були одними з перших носіїв сучасного івриту, а її старший брат Ітамар Бен-Аві був першим носієм мови. Дитинство Доли було дуже самотнім, у неї була собака та кішка, про яких вона пізніше сказала, що це були «перші тварини, які говорили сучасним івритом», одна з них була самка, інша — самець, щоб діти формували речення з різними статями.
1931 року вона познайомилася у Парижі з Максом Віттманном (нім. Max Wittmann), а невзовзі вийшла заміж за нього — німця, який став першим активістом-неєвреєм з підтримки використання івриту в Палестині, і який створив івритомовну сім'ю з носієм івриту. Віттманн був протестантом, який не перейшов до юдаїзму. У подружжя не було дітей. Макс помер 26 листопада 1991 року і похований на Міжнародному цвинтарі Церкви Альянсу в районі Єрусалиму Німецька колонія[а].
Дола померла 18 листопада 2004 року. На момент смерті вона була найстаршим у світі носієм сучасного івриту. У центральному кампусі Єврейського університету на горі Скопус була поминальна служба за нею, адже Дола та Макс жертвували кошти на університет. Дола похована там само, де і чоловік.

## Актуальність для лінгвістики
Батько Доли, Еліезер Бен-Єгуда, був першою людиною, яка створила сім'ю в суворо одномовному середовищі, використовуючи лише сучасний іврит як мову для повсякденного використання. Зазвичай сучасні лінгвісти мають доступ до останніх носіїв мов, тому протилежне явище є досить винятковим. Сучасний іврит є єдиною відомою мовою, у якій лінгвісти мали доступ до перших носіїв «нової» мови, що підтверджує твердження Бен-Єгуди про те, що «мертва» і «свята» мова, така як іврит, може бути відроджена як світська розмовна мова без втручання релігії та попри спротив релігійної громади. Дола пережила свого старшого брата Ітамара на 60 років, доживши до моменту, коли сучасний іврит мав уже сім мільйонів носіїв, включаючи три мільйони носіїв івриту як рідної мови та багатьох неєвреїв.

## Виноски
1. 1 2  Dola Wittmann (Ben-Yehuda) (івр. та англ.) . Архів оригіналу за 18 січня 2022. Процитовано 16.01.2022.
2. 1 2 3 4 5  Esther Hecht (April/May 2010). Giants in a Quiet Corner (англ.) . Архів оригіналу за 5 березня 2021. Процитовано 16.01.2022.
3. ↑  Untying Israel’s Tongue (англ.) . Архів оригіналу за 16 січня 2022. Процитовано 16.01.2022.
4. 1 2  Sam Orbaum (30.04.2000). Daughter of the mother tongue (англ.) . Архів Dola.html оригіналу за 26.04.2012. Процитовано 16.01.2022.
5. ↑  Frederic C. Tubach (2011). German Voices: Memories of Life during Hitler's Third Reich. University of California Press. с. 296. ISBN 0520948882, 9780520948884. {{cite book}}: Вказано більш, ніж один |pages= та |page= (довідка); Перевірте значення |isbn=: недійсний символ (довідка)
6. ↑  Jaskow, Rahel S. (22 лютого 2013). Tourist Tip #171 / Alliance Church International Cemetery in Jerusalem. Haaretz (англ.). Архів оригіналу за 16 січня 2022. Процитовано 20 вересня 2019.